# Nekrolog 1. Quartal 1975
Nekrolog
◄◄
| ◄
| 1971
| 1972
| 1973
| 1974
| 1975 | 1976 | 1977 | 1978 | 1979 | ► | ►►
1. Quartal |
2. Quartal |
3. Quartal |
4. Quartal 1975
Weitere Ereignisse | Allgemeiner Nekrolog 1975
Die Beschreibung der verstorbenen Person sollte so kurz wie möglich gehalten sein und nur deren signifikante Tätigkeit(en) enthalten.
Neue Namen ggf. auch unter dem Geburts- und Sterbedatum, also etwa unter 1. Januar und im Geburts- und Sterbejahr (2024) eintragen (nur bei entsprechender großer Wichtigkeit). Für Beispiele siehe die schon vorhandenen Artikel.
Außerdem über die fünf zuletzt Verstorbenen, zu denen es einen ausreichend guten Artikel für eine Präsentation auf der Hauptseite gibt, nach der todesbedingten Überarbeitung der Artikel ggf. auch unter Wikipedia Diskussion:Hauptseite informieren und sie am besten auch in den anderen Wikipedia-Sprachversionen eintragen. Tipp: Regelmäßig bei news.google.de nach „ist tot“, „gestorben“ oder „verstorben“ suchen.
Wenn eine Person gestorben ist, gibt es viele Seiten zu dieser Person in der Wikipedia, die davon auch betroffen sind und entsprechend aktualisiert werden müssen. Beispiele: Namenübersichtsseite, Geburtsjahr, Geburtsort-Seiten und viele mehr.
Wie finde ich die betroffenen Seiten?
Im Suchfeld auf der linken Seite gibt man den Suchbegriff so ein: „Vorname Nachname“. Dann klickt man auf Volltext und alle Seiten mit entsprechendem Suchtext werden aufgerufen. Hier sieht man dann schnell, wo auch das Todesjahr Sinn macht oder sogar ein Teil des Artikels angepasst werden muss. Auch hilft das „Werkzeug“ auf der linken Seite sehr gut, um solche Seiten aufzufinden: „Links auf diese Seite“. Somit ist die Wikipedia wieder aktuell in allen Bereichen! Hinweis: bei Eintragung der Kategorie „Gestorben JAHR“ wird der Missbrauchsfilter 49 ausgelöst, was jedoch nicht schlimm ist. Siehe: Spezial:Missbrauchsfilter/49
Dies ist eine Liste von im ersten Quartal 1975 verstorbenen bekannten Persönlichkeiten. Die Einträge erfolgen innerhalb der einzelnen Daten alphabetisch sortiert. Tiere sind im Nekrolog für Tiere zu finden.

## Januar
| Tag        | Name                                         | Beruf, bekannt als                                                                                              | Alter | Beleg |
| ---------- | -------------------------------------------- | --- | ----- | ----- |
| 1. Januar  | Kalle Anttila                                | finnischer Ringer                                                                                               | 87    |       |
| 1. Januar  | Walter Baumgarten                            | Mitglied des Lippischen Landtages                                                                               | 86    |       |
| 1. Januar  | Alice Halicka                                | französisch-polnische Malerin                                                                                   | 80    |       |
| 1. Januar  | Kho Liang Ie                                 | niederländischer Designer und Innenarchitekt                                                                    | 47    |       |
| 1. Januar  | Fritz Kleemann                               | deutscher Motoren- und Motorradfabrikant                                                                        | 73    |       |
| 1. Januar  | Franz Kock                                   | deutscher Verwaltungsjurist                                                                                     | 73    |       |
| 1. Januar  | Branka Musulin                               | jugoslawisch-deutsche Pianistin und Hochschullehrerin                                                           | 57    |       |
| 1. Januar  | Hans Neisser                                 | deutsch-US-amerikanischer Jurist und Wirtschaftswissenschaftler                                                 | 79    |       |
| 1. Januar  | Kyūsaku Ogino                                | japanischer Gynäkologe                                                                                          | 92    |       |
| 2. Januar  | Sam Blatherwick                              | britischer Schwimmer und Wasserballspieler                                                                      | 86    |       |
| 2. Januar  | Hernâni Cidade                               | portugiesischer Romanist und Lusitanist                                                                         | 87    |       |
| 2. Januar  | Etienne Clare                                | Schweizer Maler                                                                                                 | 73    |       |
| 2. Januar  | Bud Clark                                    | kanadischer Skisportler                                                                                         | 64    |       |
| 2. Januar  | Robert Fein                                  | österreichischer Gewichtheber und Olympiasieger                                                                 | 67    |       |
| 2. Januar  | Ernst Jäger                                  | tschechoslowakisch-deutscher Jazz- und Unterhaltungsmusiker (Orchesterleiter, Komponist)                        | 61    |       |
| 2. Januar  | Ludwig Mester                                | deutscher Sportpädagoge und Hochschullehrer                                                                     | 72    |       |
| 2. Januar  | Gösta Montell                                | schwedischer Ethnograph                                                                                         | 75    |       |
| 2. Januar  | Theodor Osterkamp                            | deutscher Offizier, zuletzt Generalmajor im Zweiten Weltkrieg                                                   | 82    |       |
| 2. Januar  | Fritz Polcar                                 | österreichischer Politiker (ÖVP), Abgeordneter zum Nationalrat                                                  | 65    |       |
| 2. Januar  | Johannes Reuter                              | deutscher Architekt und Politiker (Ost-CDU), MdL Sachsen-Anhalt                                                 | 78    |       |
| 2. Januar  | Walter Roos                                  | deutscher General                                                                                               | 60    |       |
| 2. Januar  | Carl Silfverstrand                           | schwedischer Turner und Leichtathlet                                                                            | 89    |       |
| 2. Januar  | Hans Jörg Weitbrecht                         | deutscher Psychiater und Neurologe                                                                              | 65    |       |
| 3. Januar  | Anton Anderluh                               | österreichischer Volksmusiksammler                                                                              | 78    |       |
| 3. Januar  | Margot Antillano                             | venezolanische Theater-, Fernseh- und Filmschauspielerin                                                        | 58    |       |
| 3. Januar  | Ben A. Finkelstein                           | schweizerisch-US-amerikanischer Psychiater                                                                      | 64    |       |
| 3. Januar  | Benedikt Frei                                | Schweizer Prähistoriker                                                                                         | 70    |       |
| 3. Januar  | Victor Kraft                                 | österreichischer Wissenschaftstheoretiker, Philosoph und Generalstaatsbibliothekar                              | 94    |       |
| 3. Januar  | Walter Linck                                 | Schweizer Bildhauer                                                                                             | 71    |       |
| 3. Januar  | Robert Neumann                               | österreichisch-britischer Schriftsteller und Publizist                                                          | 77    |       |
| 3. Januar  | Johann Steffen                               | deutscher Unternehmer und Politiker (CDU), MdL                                                                  | 72    |       |
| 3. Januar  | René Thomas                                  | belgischer Jazzgitarrist                                                                                        | 47    |       |
| 4. Januar  | Otto Hebold                                  | deutscher Mediziner und Aktion T4-Gutachter                                                                     | 78    |       |
| 4. Januar  | Carlo Levi                                   | italienischer Schriftsteller, Maler und Politiker                                                               | 72    |       |
| 4. Januar  | Richard Graf Matuschka-Greiffenclau          | deutscher Politiker (CDU), MdL                                                                                  | 81    |       |
| 4. Januar  | Wolfgang Martin Schede                       | deutscher Schriftsteller, Choreograf und Fotograf                                                               | 76    |       |
| 5. Januar  | Wiktor Iwanowitsch Anitschkin                | sowjetischer Fußballspieler                                                                                     | 33    |       |
| 5. Januar  | Ernst Barnstein                              | deutscher evangelischer Pfarrer und Gegner des NS-Regimes                                                       | 83    |       |
| 5. Januar  | Gottlob Berger                               | deutscher SS-Obergruppenführer und Chef des SS-Hauptamtes, Politiker (NSDAP), MdR                               | 78    |       |
| 5. Januar  | Rudolf August Demme                          | deutscher Offizier, zuletzt Generalmajor im Zweiten Weltkrieg                                                   | 80    |       |
| 5. Januar  | John Geoghegan                               | irischer Politiker (Fianna Fáil)                                                                                | 61    |       |
| 5. Januar  | Paul Leidinger                               | deutscher Landrat im Landkreis Zell (Mosel) und im Landkreis Prüm                                               | 80    |       |
| 5. Januar  | Víctor Piñero                                | venezolanischer Sänger                                                                                          | 51    |       |
| 6. Januar  | Alexander Lwowitsch Dymschitz                | russischer Literaturwissenschaftler, Autor und Hochschullehrer                                                  | 64    |       |
| 6. Januar  | Noel Madison                                 | US-amerikanischer Schauspieler und Kurzfilm-Regisseur                                                           | 77    |       |
| 6. Januar  | George R. Price                              | US-amerikanischer Biologe                                                                                       | 52    |       |
| 6. Januar  | Burton K. Wheeler                            | US-amerikanischer Politiker                                                                                     | 92    |       |
| 7. Januar  | Wilhelm Bollinger                            | deutscher Chemiker und Widerstandskämpfer gegen den Nationalsozialismus                                         | 55    |       |
| 7. Januar  | Fritz Erpenbeck                              | deutscher Schriftsteller, Publizist und Schauspieler                                                            | 77    |       |
| 7. Januar  | Franz Goppelt                                | deutscher Major der NVA in der DDR                                                                              | 80    |       |
| 7. Januar  | Hugo Gschwind                                | Schweizer Politiker (Katholisch-Konservative)                                                                   | 74    |       |
| 7. Januar  | August Krakau                                | deutscher Offizier, zuletzt Generalleutnant im Zweiten Weltkrieg                                                | 80    |       |
| 7. Januar  | Otto Ottenbacher                             | deutscher Generalleutnant im Zweiten Weltkrieg                                                                  | 86    |       |
| 7. Januar  | Rudolf Rahn                                  | deutscher Diplomat                                                                                              | 74    |       |
| 8. Januar  | Alfred Bochert                               | deutscher Politiker (USPD, KPD, später SED)                                                                     | 87    |       |
| 8. Januar  | György Botond-Bolics                         | ungarischer Autor und Ingenieur                                                                                 | 61    |       |
| 8. Januar  | Wilhelm Brandenberg                          | deutscher Maler der Düsseldorfer Schule und der Neuen Sachlichkeit                                              | 85    |       |
| 8. Januar  | Erich Bukovics                               | österreichischer Mathematiker und Hochschullehrer                                                               | 53    |       |
| 8. Januar  | Gustaf Carlén                                | schwedischer Langstreckenläufer                                                                                 | 84    |       |
| 8. Januar  | John Dierkes                                 | US-amerikanischer Schauspieler                                                                                  | 69    |       |
| 08. Januar | José Miguel Fernández de Liencres            | spanischer Tennisspieler                                                                                        | 76    |       |
| 8. Januar  | Gotthard Franke                              | deutscher Politiker (GB/BHE, GDP, FDP)                                                                          | 62    |       |
| 8. Januar  | John Gregson                                 | britischer Schauspieler                                                                                         | 55    |       |
| 8. Januar  | Louis Paul Lochner                           | US-amerikanischer Journalist und Autor                                                                          | 87    |       |
| 8. Januar  | Karl Nieschlag                               | österreichischer Bildhauer                                                                                      | 65    |       |
| 8. Januar  | Ragnvald Smedvik                             | norwegischer Fußballspieler und -schiedsrichter                                                                 | 80    |       |
| 8. Januar  | Richard Tucker                               | US-amerikanischer Tenor                                                                                         | 61    |       |
| 9. Januar  | José María Cañadas Bueno                     | spanischer Gynäkologe und Anatom                                                                                | 77    |       |
| 9. Januar  | Pierre Fresnay                               | französischer Theater- und Filmschauspieler                                                                     | 77    |       |
| 9. Januar  | Virginia E. Jenckes                          | US-amerikanische Politikerin                                                                                    | 97    |       |
| 9. Januar  | Pjotr Sergejewitsch Nowikow                  | russischer Mathematiker                                                                                         | 73    |       |
| 09. Januar | Gusztáv Rózsahegyi                           | ungarischer Leichtathlet                                                                                        | 73    |       |
| 9. Januar  | Johann Schuster                              | deutscher Politiker (WAV, DP), MdB                                                                              | 62    |       |
| 9. Januar  | Fernán Silva Valdés                          | uruguayischer Schriftsteller                                                                                    | 87    |       |
| 10. Januar | Maria Austria                                | österreichisch-niederländische Fotografin                                                                       | 59    |       |
| 10. Januar | Herbert Gurschner                            | österreichisch-britischer Maler und Grafiker                                                                    | 73    |       |
| 10. Januar | Max Heider                                   | deutscher Dirigent                                                                                              | 52    |       |
| 10. Januar | Karl Christian Müller                        | deutscher Schriftsteller                                                                                        | 74    |       |
| 10. Januar | Antonie Nopitsch                             | deutsche Sozialarbeiterin, Gründerin des „Bayerischen Mütterdienstes“ und des „Deutschen Müttergenesungswerk... | 73    |       |
| 11. Januar | Roma Bahn                                    | deutsche Schauspielerin                                                                                         | 78    |       |
| 11. Januar | Max Lorenz                                   | deutscher Opernsänger (Tenor)                                                                                   | 73    |       |
| 11. Januar | Juan Ignacio Luca de Tena                    | spanischer Herausgeber der Zeitschrift ABC                                                                      | 77    |       |
| 11. Januar | Pierre-Paul Méouchi                          | libanesischer Geistlicher, Maronitischer Patriarch von Antiochien und des ganzen Orients, Kardinal der römis... | 80    |       |
| 11. Januar | Kurt Nesselmann                              | deutscher Ingenieur und Hochschullehrer                                                                         | 78    |       |
| 11. Januar | Kurt Planck                                  | österreichischer Polizeijurist                                                                                  | 63    |       |
| 11. Januar | Rudolph Richly                               | österreichischer Landschafts-, Veduten-, Genre- und Stilllebenmaler                                             | 89    |       |
| 12. Januar | Walter Kaminsky                              | deutscher Bankier und Begründer der Kundenkreditbank                                                            | 75    |       |
| 12. Januar | Albert Adolf Zehntner                        | Schweizer Maler                                                                                                 | 79    |       |
| 13. Januar | Renato Berninzone                            | italienischer Ruderer                                                                                           | 71    |       |
| 13. Januar | Benedetto Borella                            | italienischer Ruderer                                                                                           | 75    |       |
| 13. Januar | Leonardo Dudreville                          | italienischer Maler                                                                                             | 89    |       |
| 13. Januar | Bill Fiske, Baron Fiske                      | britischer Politiker, Mitglied des House of Commons                                                             | 69    |       |
| 13. Januar | Heinrich Heffter                             | deutscher Historiker                                                                                            | 71    |       |
| 13. Januar | Günter Lange                                 | deutscher Politiker (CDU), MdL                                                                                  | 59    |       |
| 13. Januar | John Helier Le Rougetel                      | britischer Botschafter                                                                                          | 80    |       |
| 13. Januar | Antonio Vila-Coro                            | spanischer Wasserballspieler                                                                                    | 81    |       |
| 14. Januar | Joseph Hans Bunzel                           | US-amerikanischer Soziologe und Psychologe österreichischer Herkunft                                            | 67    |       |
| 14. Januar | Vilim Harangozo                              | jugoslawischer Tischtennisspieler und Bundestrainer des Deutschen Tischtennis-Bundes                            | 49    |       |
| 14. Januar | Werner von Rheinbaben                        | deutscher Politiker (DVP), MdR, Diplomat und Publizist                                                          | 96    |       |
| 14. Januar | Wilhelm Schönherr                            | deutscher Dirigent                                                                                              | 72    |       |
| 14. Januar | Georgi Traikow                               | bulgarischer Politiker und Landwirtschaftsminister                                                              | 76    |       |
| 15. Januar | Sándor Ék                                    | ungarischer Grafiker                                                                                            | 72    |       |
| 15. Januar | Franz Köck                                   | österreichischer Historien-, Landschafts- und Porträtmaler sowie Freskant                                       | 88    |       |
| 15. Januar | Franziska Lackner                            | österreichische Heimatforscherin sowie Lehrerin und Schuldirektorin                                             | 77    |       |
| 15. Januar | Bohdan Marconi                               | polnischer Maler, Konservator und Restaurator von Gemälden sowie Hochschullehrer                                | 81    |       |
| 15. Januar | Alfred Neuhaus                               | deutscher Geochemiker und Mineraloge                                                                            | 71    |       |
| 15. Januar | Friedrich Oertel                             | deutscher Althistoriker                                                                                         | 90    |       |
| 15. Januar | Sugimura Shōjirō                             | japanischer Fußballspieler                                                                                      | 69    |       |
| 15. Januar | Håkon Tønsager                               | norwegischer Ruderer                                                                                            | 84    |       |
| 15. Januar | Gerhart Tschorn                              | deutscher Ingenieur und Wissenschaftler                                                                         | 73    |       |
| 16. Januar | Paul Ély                                     | französischer General                                                                                           | 77    |       |
| 16. Januar | Karl August Fischer                          | deutscher Verwaltungsbeamter und Politiker                                                                      | 89    |       |
| 16. Januar | Frank Hanson                                 | kanadischer Musikpädagoge und Komponist                                                                         | 75    |       |
| 16. Januar | Homer A. Holt                                | US-amerikanischer Politiker                                                                                     | 76    |       |
| 16. Januar | Frida Stolzenbach                            | deutsche Politikerin (CDU), Mitglied der DDR-Länderkammer                                                       | 73    |       |
| 17. Januar | Ernst Berends                                | deutscher Journalist                                                                                            | 73    |       |
| 17. Januar | Ranuccio Bianchi Bandinelli                  | italienischer Klassischer Archäologe                                                                            | 74    |       |
| 17. Januar | Curt Hartzell                                | schwedischer Turner                                                                                             | 83    |       |
| 17. Januar | Pieter Adrianus Kooijman                     | niederländischer Autor und Anarchist                                                                            | 83    |       |
| 17. Januar | Bodo Lafferentz                              | Mitglied der NSDAP und SS-Obersturmbannführer                                                                   | 77    |       |
| 17. Januar | Aureliano Otáñez                             | venezolanischer Oberst und Politiker                                                                            | 63    |       |
| 17. Januar | Walter Pretty                                | britischer Offizier der Luftstreitkräfte des Vereinigten Königreichs                                            | 65    |       |
| 17. Januar | Augustin Xavier Richert                      | französischer General                                                                                           | 95    |       |
| 17. Januar | Gustavo Rojas Pinilla                        | kolumbianischer Politiker, Diktator und Präsident von Kolumbien (1953–1957)                                     | 74    |       |
| 17. Januar | Georgi Jewgenjewitsch Schilow                | sowjetischer Mathematiker                                                                                       | 57    |       |
| 18. Januar | Paul Bender                                  | deutscher Politiker (KPD), MdL                                                                                  | 81    |       |
| 18. Januar | Françoise Frenkel                            | polnische Buchhändlerin und Autorin                                                                             | 85    |       |
| 18. Januar | Chester Kallman                              | US-amerikanischer Schriftsteller und Librettist                                                                 | 54    |       |
| 18. Januar | Arif Müfid Mansel                            | türkischer Klassischer Archäologe und Hochschullehrer                                                           | 69    |       |
| 18. Januar | Gertrude Olmstead                            | US-amerikanische Stummfilmschauspielerin                                                                        | 77    |       |
| 18. Januar | Will Tschech                                 | deutscher Landschafts-, Genre-, Porträt- und Stilllebenmaler                                                    | 83    |       |
| 18. Januar | Heinrich Wolff                               | deutscher Jurist und Politiker (CDU), MdL                                                                       | 66    |       |
| 19. Januar | Vincenzo Acampora                            | italienischer Musikpädagoge, Komponist und Dirigent                                                             | 63    |       |
| 19. Januar | Thomas Hart Benton                           | US-amerikanischer Maler                                                                                         | 85    |       |
| 19. Januar | Vladimír Dostál                              | tschechoslowakischer Literaturhistoriker, Literaturkritiker und Übersetzer                                      | 44    |       |
| 19. Januar | Heinrich Münzenmaier                         | deutscher Jurist und Verwaltungsbeamter                                                                         | 91    |       |
| 19. Januar | Herbert Tampere                              | estnischer Volkskundler und Musikwissenschaftler                                                                | 65    |       |
| 19. Januar | Georg Witt                                   | deutscher Politiker (CDU), MdL                                                                                  | 65    |       |
| 20. Januar | John Case                                    | US-amerikanischer Hürdenläufer                                                                                  | 85    |       |
| 20. Januar | Ludwig Chateau                               | deutscher Künstler und Bildhauer                                                                                | 68    |       |
| 20. Januar | Edna Mayne Hull                              | kanadische Schriftstellerin                                                                                     | 69    |       |
| 20. Januar | Rolf Kleinert                                | deutscher Dirigent                                                                                              | 63    |       |
| 20. Januar | Fridolin Laager                              | Schweizer Politiker der Bauern-, Gewerbe und Bürgerpartei (BGB)                                                 | 91    |       |
| 20. Januar | Rudolf Laun                                  | deutscher Völkerrechtler und Rechtsphilosoph, Rektor der Universität Hamburg                                    | 93    |       |
| 20. Januar | Erhard Lommatzsch                            | deutscher Romanist                                                                                              | 88    |       |
| 20. Januar | Hans Olden                                   | österreichischer Schauspieler                                                                                   | 82    |       |
| 20. Januar | Heinrich Otte                                | deutscher Politiker (CDU), MdL                                                                                  | 83    |       |
| 21. Januar | Hans Hess                                    | deutsch-britischer Industrieller, Kunsthistoriker, Dozent und Autor                                             | 66    |       |
| 21. Januar | Wilhelm Hahn junior                          | deutscher Schlosser, Parteifunktionär, verurteilter Widerstandskämpfer gegen die Nationalsozialisten            | 71    |       |
| 21. Januar | Mascha Kaléko                                | deutschsprachige Dichterin                                                                                      | 67    |       |
| 21. Januar | Ernst Gernot Klussmann                       | deutscher Komponist und Hochschullehrer                                                                         | 73    |       |
| 21. Januar | Friedrich Wachtsmuth                         | deutscher Kunsthistoriker                                                                                       | 91    |       |
| 21. Januar | Philipp Zimmer                               | deutscher Politiker (CDU), MdL                                                                                  | 69    |       |
| 22. Januar | Ludwig Bieringer                             | deutscher Generalmajor im Zweiten Weltkrieg                                                                     | 82    |       |
| 22. Januar | Claire de Castelbajac                        | französische Restauratorin                                                                                      | 21    |       |
| 22. Januar | Henry Smith Leiper                           | US-amerikanischer Missionar und Kirchenfunktionär                                                               | 83    |       |
| 22. Januar | Paul Montel                                  | französischer Mathematiker                                                                                      | 98    |       |
| 22. Januar | Clara Pontoppidan                            | dänische Theater- und Filmschauspielerin                                                                        | 91    |       |
| 22. Januar | Johannes Rediske                             | deutscher Jazzgitarrist und Bandleader                                                                          | 48    |       |
| 22. Januar | Ernst Schmidt                                | deutscher Thermodynamiker und Hochschullehrer                                                                   | 82    |       |
| 22. Januar | Friedrich Sitzler                            | deutscher Arbeitsrechtler                                                                                       | 93    |       |
| 23. Januar | Harold Cassels                               | englischer Hockeyspieler                                                                                        | 76    |       |
| 23. Januar | Rudolf Hartung                               | deutscher Komponist                                                                                             | 88    |       |
| 23. Januar | Adolf Hollnagel                              | deutscher Archäologe                                                                                            | 67    |       |
| 23. Januar | Albert Johannsen                             | deutscher Maler                                                                                                 | 84    |       |
| 23. Januar | Peter Momber                                 | deutscher Fußballspieler                                                                                        | 54    |       |
| 23. Januar | Jean Nougayrol                               | französischer Assyriologe                                                                                       | 74    |       |
| 23. Januar | Matthew Williams Stirling                    | US-amerikanischer Ethnologe                                                                                     | 78    |       |
| 23. Januar | John R. Walsh                                | US-amerikanischer Politiker                                                                                     | 61    |       |
| 24. Januar | Larry Fine                                   | US-amerikanischer Komiker und Schauspieler                                                                      | 72    |       |
| 24. Januar | Erich Kempka                                 | deutsches SS-Mitglied, Fahrer von Adolf Hitler                                                                  | 64    |       |
| 24. Januar | Rodolfo das Mercês de Oliveira Pena          | brasilianischer Geistlicher, römisch-katholischer Bischof von Valença                                           | 84    |       |
| 24. Januar | Ursula Wertheim                              | deutsche Kauffrau                                                                                               | 90    |       |
| 25. Januar | Toti dal Monte                               | italienische Opernsängerin (Koloratursopran)                                                                    | 81    |       |
| 25. Januar | Yvonne Georgi                                | deutsche Ballett-Tänzerin und Choreographin                                                                     | 71    |       |
| 25. Januar | Max Hess                                     | deutscher Hornist, der in den USA wirkte                                                                        | 96    |       |
| 25. Januar | Georg Kieninger                              | deutscher Schachspieler                                                                                         | 72    |       |
| 25. Januar | Warwara Podjapolskaja                        | russische bzw. sowjetische Helminthologin                                                                       | 82    |       |
| 25. Januar | Kurt Richter                                 | deutscher Jurist, Leiter der Ermittlungsabteilung des Ministeriums für Staatssicherheit                         | 55    |       |
| 25. Januar | Wilhelm Schwarz                              | deutscher Politiker (NSDAP), MdR                                                                                | 72    |       |
| 25. Januar | Charlotte Whitton                            | kanadische Politikerin, Bürgermeisterin von Ottawa                                                              | 78    |       |
| 26. Januar | Eddie Booker                                 | US-amerikanischer Boxer                                                                                         | 57    |       |
| 26. Januar | Julius Dettmar                               | deutscher Kunstpädagoge                                                                                         | 75    |       |
| 26. Januar | Hans Handl                                   | österreichischer Politiker (SPÖ), Mitglied des Bundesrates                                                      | 83    |       |
| 26. Januar | Josef Andreas Jungmann                       | österreichischer Jesuit, Liturgiker und Konzilsberater                                                          | 85    |       |
| 26. Januar | John C. Kluczynski                           | US-amerikanischer Politiker                                                                                     | 78    |       |
| 26. Januar | Helmut Koch                                  | deutscher Dirigent und Chorleiter                                                                               | 66    |       |
| 26. Januar | Tadeusz Ochlewski                            | polnischer Violinist, Musikpädagoge und Musikpublizist                                                          | 80    |       |
| 26. Januar | José Mora Otero                              | uruguayischer Politiker, Diplomat und Rechtsanwalt                                                              | 77    |       |
| 26. Januar | Friedrich-Wilhelm Neumann                    | deutscher Offizier, zuletzt Generalleutnant im Zweiten Weltkrieg                                                | 86    |       |
| 26. Januar | Ljubow Petrowna Orlowa                       | sowjetische Schauspielerin                                                                                      | 72    |       |
| 26. Januar | Fritz Selbmann                               | deutscher Politiker (USPD, KPD, SED), MdR, MdL, MdV, Schriftsteller, Minister und Parteifunktionär in der DDR   | 75    |       |
| 26. Januar | Friedrich Karl von Zitzewitz-Muttrin         | deutscher Jurist, Offizier, Gutsbesitzer und Politiker (DNVP), MdR                                              | 86    |       |
| 27. Januar | Wolfgang Fischer                             | deutscher Journalist und Zeitungsherausgeber                                                                    | 76    |       |
| 27. Januar | Ida May Fuller                               | US-amerikanische erste Rentenempfängerin                                                                        | 100   |       |
| 27. Januar | Heinz Klevenow                               | deutscher Schauspieler                                                                                          | 66    |       |
| 27. Januar | Kurt Martin                                  | deutscher Kunsthistoriker und Museumsdirektor                                                                   | 75    |       |
| 27. Januar | Wolfgang Rothstein                           | deutscher Mathematiker                                                                                          | 64    |       |
| 27. Januar | Georg Schäfer                                | deutscher Unternehmer und Mäzen                                                                                 | 78    |       |
| 27. Januar | Joachim Schwatlo-Gesterding                  | deutscher Offizier, zuletzt Generalleutnant der Bundeswehr                                                      | 71    |       |
| 27. Januar | Bill Walsh                                   | US-amerikanischer Filmproduzent, Drehbuchautor und Comicautor                                                   | 61    |       |
| 27. Januar | Matthias Werner                              | deutscher Politiker (SPD)                                                                                       | 72    |       |
| 28. Januar | Philip Brocklehurst                          | britischer Südpolarforscher                                                                                     | 87    |       |
| 28. Januar | Bernhard Dietsche                            | deutscher SS-Angehöriger und Soldat der Waffen-SS                                                               | 62    |       |
| 28. Januar | Hans Fleischer                               | deutscher Rezitator und Hörfunksprecher                                                                         | 78    |       |
| 28. Januar | Peter Hass                                   | deutscher Politiker (SPD), MdHB                                                                                 | 71    |       |
| 28. Januar | Antonín Novotný                              | tschechoslowakischer Politiker, Präsident der ČSSR (1957–1968)                                                  | 70    |       |
| 28. Januar | Richard von Sichowsky                        | deutscher Typograf                                                                                              | 63    |       |
| 29. Januar | August Greim                                 | deutscher Politiker (NSDAP), MdR                                                                                | 79    |       |
| 29. Januar | Manuel Guimarães                             | portugiesischer Filmregisseur                                                                                   | 59    |       |
| 29. Januar | Martin Hell                                  | österreichischer Ingenieur und Prähistoriker                                                                    | 89    |       |
| 29. Januar | Edgar Aristide Maranta                       | Schweizer Kapuziner, Missionar und Erzbischof von Daressalam                                                    | 78    |       |
| 30. Januar | Friedrich Antoniacomi                        | Maler | 94    |       |
| 30. Januar | Boris Blacher                                | deutscher Musikwissenschaftler und Komponist                                                                    | 72    |       |
| 30. Januar | František Čech                               | tschechischer Komponist und Dirigent                                                                            | 67    |       |
| 30. Januar | Kurt Helbig                                  | deutscher Gewichtheber                                                                                          | 73    |       |
| 30. Januar | Franz Josef Huber                            | deutscher Gestapo-Chef in Wien und SS-Brigadeführer                                                             | 73    |       |
| 30. Januar | Robert Klupp                                 | deutscher Schauspieler, Regisseur, Intendant, Rundfunk- und Synchronsprecher                                    | 83    |       |
| 30. Januar | Charles McIlvaine                            | US-amerikanischer Ruderer                                                                                       | 71    |       |
| 31. Januar | Otto Andres                                  | deutscher Politiker (NSDAP), MdR                                                                                | 72    |       |
| 31. Januar | Heidi Denzel                                 | deutsche Sozialarbeiterin                                                                                       | 81    |       |
| 31. Januar | Bernard Fitzalan-Howard, 16. Duke of Norfolk | britischer Adliger                                                                                              | 66    |       |
| 31. Januar | Alfred Letourneur                            | französischer Radrennfahrer                                                                                     | 67    |       |
| 31. Januar | Štefan Németh-Šamorínsky                     | slowakischer Komponist, Organist, Pianist, Chorleiter und Musikpädagoge                                         | 78    |       |
| 31. Januar | Anna Timirjowa                               | russische bzw. sowjetische Dichterin                                                                            | 81    |       |
| 31. Januar | Traugott Vogel                               | Schweizer Schriftsteller                                                                                        | 80    |       |
| Januar     | Beate Barwandt                               | deutsche Schlagersängerin                                                                                       | 24    |       |
| Januar     | Ruth Kisch-Arndt                             | Oratorien- und Konzertsängerin (Alt)                                                                            | 76    |       |
| Januar     | André Lagarrigue                             | französischer experimenteller Teilchenphysiker                                                                  |       |       |

## Februar
| Tag         | Name                                 | Beruf, bekannt als                                                                                             | Alter      | Beleg |
| ----------- | ------------------------------------ | --- | ---------- | ----- |
| 1. Februar  | Ernst Bizer                          | deutscher evangelischer Theologe                                                                               | 70         |       |
| 1. Februar  | Kurt Epstein                         | tschechoslowakischer Wasserballspieler                                                                         | 71         |       |
| 1. Februar  | Jakob Funke                          | deutscher Verleger, Journalist und Unternehmer                                                                 | 73         |       |
| 1. Februar  | Albert Garbe                         | deutscher Schauspieler                                                                                         | 70         |       |
| 1. Februar  | Trevor Koehler                       | US-amerikanischer Jazzmusiker                                                                                  | 38         |       |
| 1. Februar  | Hendrie Oakshott, Baron Oakshott     | britischer Politiker                                                                                           | 70         |       |
| 1. Februar  | Richard Wattis                       | englischer Schauspieler                                                                                        | 62         |       |
| 1. Februar  | Otto Wolken                          | österreichischer Häftlingsarzt im KZ Auschwitz-Birkenau                                                        | 71         |       |
| 2. Februar  | Maurice Blitz                        | belgischer Wasserballspieler und Sportfunktionär                                                               | 83         |       |
| 2. Februar  | Paul Bromme                          | deutscher Politiker (SPD), MdL, MdB, Journalist und Widerstandskämpfer gegen den Nationalsozialismus           | 68         |       |
| 2. Februar  | Irene Harand                         | österreichische Autorin und Antifaschistin                                                                     | 74         |       |
| 2. Februar  | Herman E. Johnson                    | US-amerikanischer Country-Blues-Musiker                                                                        | 65         |       |
| 2. Februar  | Karl Lakowitsch                      | österreichischer Schustermeister und Politiker (ÖVP)                                                           | 77         |       |
| 2. Februar  | Gustave Lanctot                      | kanadischer Historiker und Archivar                                                                            | 91         |       |
| 2. Februar  | Karl Maron                           | deutscher Politiker (SED), MdV, Minister des Innern der DDR                                                    | 71         |       |
| 2. Februar  | Werner Weber                         | deutscher Mathematiker                                                                                         | 69         |       |
| 2. Februar  | Bryan Wynter                         | englischer Maler                                                                                               | 59         |       |
| 3. Februar  | Elihu Menashe Black                  | US-amerikanischer Unternehmer Direktor der United Bands Company                                                | 53         |       |
| 3. Februar  | William David Coolidge               | US-amerikanischer Physiker                                                                                     | 101        |       |
| 3. Februar  | Hanns Jess                           | Präsident des Bundeskriminalamts und des Bundesamts für Verfassungsschutz (Deutschland)                        | 87         |       |
| 3. Februar  | Hans Juda                            | deutsch-britischer Wirtschaftsjournalist                                                                       | 70         |       |
| 3. Februar  | Ernest Sterckx                       | belgischer Radrennfahrer                                                                                       | 52         |       |
| 3. Februar  | Umm Kulthum                          | ägyptische Sängerin                                                                                            | 70         |       |
| 3. Februar  | Henri Frans de Ziel                  | surinamischer Schriftsteller                                                                                   | 59         |       |
| 4. Februar  | Arne Arnbom                          | schwedischer Regisseur und Produzent                                                                           | 52         |       |
| 4. Februar  | Anatoli Arkadjewitsch Blagonrawow    | sowjetischer Militärwissenschaftler und Raumfahrtexperte                                                       | 80         |       |
| 4. Februar  | Julian Fuhs                          | deutsch-US-amerikanischer Jazz-Musiker                                                                         | 83         |       |
| 4. Februar  | Howard Hill                          | US-amerikanischer Bogenschütze, Schauspieler und Filmberater                                                   | 75         |       |
| 4. Februar  | Louis Jordan                         | US-amerikanischer Saxophonist                                                                                  | 66         |       |
| 4. Februar  | Georg Schuster                       | deutscher Landwirt und Politiker (CSU), MdL                                                                    | 71         |       |
| 4. Februar  | Will Wehling                         | deutscher Filmkritiker und Leiter der Westdeutschen Kurzfilmtage                                               | 46         |       |
| 4. Februar  | Walter Zimmer                        | deutscher Politiker (SPD), MdL                                                                                 | 76         |       |
| 5. Februar  | Giulio Basletta                      | italienischer Degenfechter                                                                                     | 84         |       |
| 5. Februar  | Nilo Murtinho Braga                  | brasilianischer Fußballspieler                                                                                 | 71         |       |
| 5. Februar  | Friedrich Kocks                      | deutscher Eisenhüttenkundler und Unternehmer                                                                   | 72         |       |
| 5. Februar  | Alfons Leitl                         | deutscher Architekt                                                                                            | 65         |       |
| 5. Februar  | Åke Persson                          | schwedischer Jazzposaunist                                                                                     | 42         |       |
| 5. Februar  | Lawrence Weingarten                  | US-amerikanischer Filmproduzent                                                                                | 77         |       |
| 5. Februar  | Rudolf Zschacke                      | deutscher Landrat und Verwaltungsrichter                                                                       | 72         |       |
| 6. Februar  | Keith Park                           | neuseeländischer Luftmarschall der Royal Air Force                                                             | 82         |       |
| 6. Februar  | Mary Clubwala Jadhav                 | indische Philanthrophin                                                                                        | 65         |       |
| 6. Februar  | Satō Kenryō                          | Generalleutnant der kaiserlich japanischen Armee                                                               | 79         |       |
| 7. Februar  | Mirjam David                         | deutsche Chemikerin und Widerstandskämpferin gegen den Nationalsozialismus                                     | 57         |       |
| 7. Februar  | Joseph Emonds                        | deutscher Geistlicher und Widerstandskämpfer gegen den Nationalsozialismus                                     | 76         |       |
| 7. Februar  | Walter Henauer                       | Schweizer Architekt                                                                                            | 94         |       |
| 7. Februar  | Ernst Moog                           | deutscher Fußballspieler                                                                                       | 65         |       |
| 7. Februar  | Francis Preston                      | britischer Regattasegler                                                                                       | 61         |       |
| 7. Februar  | Peter Ryhiner                        | Schweizer Tierfänger und -händler                                                                              | 55         |       |
| 8. Februar  | Stanislaus Bender                    | polnischer Maler, Zeichner und Lithograph                                                                      | ≈93        |       |
| 8. Februar  | Ivan Dreyfus                         | Schweizer Fußballspieler                                                                                       | 90         |       |
| 8. Februar  | Josef Efrati                         | israelischer Politiker                                                                                         | 77         |       |
| 8. Februar  | Jan Mukařovský                       | Literaturwissenschaftler                                                                                       | 83         |       |
| 8. Februar  | Robert Robinson                      | britischer Chemiker und Nobelpreisträger für Chemie                                                            | 88         |       |
| 8. Februar  | Joseph Steiner                       | Schweizer Architekt                                                                                            | 92         |       |
| 8. Februar  | Sebastian Tromp                      | niederländischer Geistlicher, Fundamentaltheologe                                                              | 85         |       |
| 9. Februar  | Pierre Dac                           | französischer Humorist und Komödiant                                                                           | 81         |       |
| 9. Februar  | Edward Jennings                      | US-amerikanischer Ruderer                                                                                      | 76         |       |
| 9. Februar  | Bernhard Jülg                        | österreichischer Schriftsteller                                                                                | 87         |       |
| 9. Februar  | Wilhelm Lahm                         | deutscher Gynäkologe, Radiologe und Klinikleiter                                                               | 85         |       |
| 9. Februar  | Alfred Weidenfeller                  | deutscher Steinbrecher und Bürgermeister von Hundsangen                                                        | 72         |       |
| 9. Februar  | Fritz Wendel                         | deutscher Flugkapitän, Testpilot und Weltrekordinhaber                                                         | 59         |       |
| 10. Februar | Dave Alexander                       | US-amerikanischer Rockmusiker, Bassist der Protopunkband The Stooges                                           | 27         |       |
| 10. Februar | Nikos Kavvadias                      | griechischer Dichter und Seemann                                                                               |            |       |
| 10. Februar | Peter Kramp                          | deutscher Anthropologe und Hochschullehrer                                                                     | 63         |       |
| 10. Februar | Karl Mengel                          | deutscher Politiker (CDU), MdL                                                                                 | 75         |       |
| 10. Februar | Hugo Schanderl                       | deutscher Botaniker                                                                                            | 73         |       |
| 10. Februar | Robert B. Stacy-Judd                 | britisch-US-amerikanischer Architekt und Autor                                                                 | 90         |       |
| 10. Februar | Josef Stollreiter                    | deutscher Schriftsteller                                                                                       | 90         |       |
| 10. Februar | Carl Cleveland Taylor                | US-amerikanischer Soziologe                                                                                    | 90         |       |
| 11. Februar | Halland Britton                      | britischer Leichtathlet                                                                                        | 84         |       |
| 11. Februar | Paul Grotemeyer                      | deutscher Numismatiker                                                                                         | 70         |       |
| 11. Februar | Franz Lechner                        | österreichischer Politiker (ÖVP), Landtagsabgeordneter, Abgeordneter zum Nationalrat, Mitglied des Bundesrates | 74         |       |
| 11. Februar | Richard Ratsimandrava                | madagassischer Politiker, Präsident von Madagaskar                                                             | 43         |       |
| 11. Februar | William H. Schab                     | austroamerikanischer Buchantiquar und Kunsthändler                                                             | 87         |       |
| 11. Februar | Otto Seel                            | deutscher Altphilologe                                                                                         | 68         |       |
| 11. Februar | Shinojima Hideo                      | japanischer Fußballspieler                                                                                     | 65         |       |
| 11. Februar | Katharina Weise                      | deutsche Schriftstellerin                                                                                      | 86         |       |
| 12. Februar | Suso Brechter                        | deutscher Benediktinermönch, Missionswissenschaftler, Erzabt von Sankt Ottilien                                | 64         |       |
| 12. Februar | Hans von Cossel                      | deutscher Jurist, Bankdirektor, Diakonie-Funktionär, Johanniter und Rotarier                                   | 88         |       |
| 12. Februar | Per-Erik Hedlund                     | schwedischer Skilangläufer                                                                                     | 77         |       |
| 12. Februar | Bernard Knowles                      | britischer Kameramann und Filmregisseur                                                                        | 74         |       |
| 12. Februar | Paul Kochan                          | deutscher Politiker (FDP), MdA                                                                                 | 80         |       |
| 12. Februar | Elisabeth Koning                     | niederländische Sprinterin                                                                                     | 57         |       |
| 12. Februar | Herbert Kunze                        | deutscher Kunsthistoriker und Direktor des Angermuseums                                                        | 79         |       |
| 12. Februar | Carl Lutz                            | Schweizer Diplomat                                                                                             | 79         |       |
| 12. Februar | Georg Morgenstern                    | deutscher Philosoph und Hochschullehrer                                                                        | 82         |       |
| 12. Februar | Shalom Sebba                         | deutscher Maler und Grafiker                                                                                   | 78         |       |
| 12. Februar | Hans Ziglarski                       | deutscher Boxer                                                                                                | 69         |       |
| 13. Februar | André Beaufre                        | französischer Offizier, General der französischen Armee                                                        | 73         |       |
| 13. Februar | Frigga Braut                         | deutsche Schauspielerin                                                                                        | 85         |       |
| 13. Februar | David Diringer                       | britischer Forscher der Sprachentwicklung und der Schriftgeschichte                                            | 74         |       |
| 13. Februar | Dagmar Godowsky                      | US-amerikanische Filmschauspielerin                                                                            | 77         |       |
| 13. Februar | Friedrich von Kessel                 | deutscher Landwirt und Politiker (GB/BHE), MdL                                                                 | 78         |       |
| 13. Februar | Arthur Laing                         | kanadischer Politiker                                                                                          | 70         |       |
| 13. Februar | Johann Pum                           | österreichischer Politiker (ÖVP), Landtagsabgeordneter im Burgenland                                           | 70         |       |
| 13. Februar | Friedrich Wiese                      | deutscher Offizier, zuletzt General der Infanterie im Zweiten Weltkrieg                                        | 82         |       |
| 13. Februar | Konrad Wohlwend                      | liechtensteinischer Politiker (VU)                                                                             | 72         |       |
| 14. Februar | Curt Bloch                           | deutscher Jurist und Schriftsteller                                                                            | 66         |       |
| 14. Februar | Heintje Davids                       | niederländische Komikerin, Sängerin und Schauspielerin                                                         | 87         |       |
| 14. Februar | Hans-Lothar von Gemmingen            | Geschäftsführer des Röchling-Konzerns                                                                          | 82         |       |
| 14. Februar | Germán Gutiérrez Cueto               | mexikanischer Bildhauer und Maler                                                                              |            |       |
| 14. Februar | Julian Huxley                        | britischer Biologe, Philosoph und Schriftsteller; erster Generaldirektor der UNESCO                            | 87         |       |
| 14. Februar | Wilhelm Kaufmann                     | österreichischer Maler, Farbdynamiker, Hagenbund                                                               | 79         |       |
| 14. Februar | Friedrich Pein                       | österreichischer Scharfschütze in der Wehrmacht während des Zweiten Weltkriegs                                 | 59         |       |
| 14. Februar | Jerry Pettis                         | US-amerikanischer Politiker                                                                                    | 58         |       |
| 14. Februar | Herbert Rohde                        | preußischer Verwaltungsjurist, Landrat und Regierungspräsident von Gumbinnen                                   | 89         |       |
| 14. Februar | P. G. Wodehouse                      | britisch-US-amerikanischer Schriftsteller                                                                      | 93         |       |
| 15. Februar | John Baxter                          | britischer Filmregisseur                                                                                       | 78         |       |
| 15. Februar | Elizabeth Kee                        | US-amerikanische Politikerin                                                                                   | 79         |       |
| 15. Februar | Hans Kienle                          | deutscher Astronom und Astrophysiker                                                                           | 79         |       |
| 15. Februar | Waleri Wladimirowitsch Popentschenko | sowjetischer Boxer                                                                                             | 37         |       |
| 15. Februar | Eck Robertson                        | US-amerikanischer Old-Time-Musiker                                                                             | 87         |       |
| 15. Februar | Michał Sopoćko                       | Beichtvater und geistlicher Begleiter der heiligen Faustyna Kowalska                                           | 86         |       |
| 16. Februar | Karl Bloßfeld                        | deutscher Grafiker, Illustrator und Marinemaler                                                                | 82         |       |
| 16. Februar | Herbert W. Duda                      | österreichischer Orientalist                                                                                   | 75         |       |
| 16. Februar | Jacques Hilling                      | französischer Schauspieler und Synchronsprecher                                                                | 52         |       |
| 16. Februar | Herbert Schmidt                      | deutscher HNO-Arzt sowie Hochschullehrer                                                                       | 82         |       |
| 16. Februar | Gene Schroeder                       | US-amerikanischer Jazz-Pianist                                                                                 | 60         |       |
| 16. Februar | Chivu Stoica                         | rumänischer kommunistischer Politiker                                                                          | 66         |       |
| 16. Februar | Morgan Taylor                        | US-amerikanischer Leichtathlet                                                                                 | 71         |       |
| 16. Februar | Karl Wurm                            | deutscher Astronom                                                                                             | 75         |       |
| 17. Februar | Paul Böttcher                        | deutscher kommunistischer Politiker, Abgeordneter und Journalist                                               | 83         |       |
| 17. Februar | Margot von Heyden-Linden             | deutsche Malerin                                                                                               | 79         |       |
| 17. Februar | Cornelius van der Horst              | deutscher Schriftsteller                                                                                       | 68         |       |
| 17. Februar | George Marshall                      | US-amerikanischer Filmregisseur, Drehbuchautor, Filmproduzent und Filmschauspieler                             | 83         |       |
| 17. Februar | Hugo Österman                        | finnischer Offizier                                                                                            | 82         |       |
| 17. Februar | Clara Mildred Thompson               | US-amerikanische Historikerin und Hochschullehrerin                                                            | 93         |       |
| 18. Februar | Rüdiger Beer                         | deutscher Anästhesiologe und Intensivmediziner, Hochschullehrer in München                                     | 49         |       |
| 18. Februar | Carl Braden                          | US-amerikanischer Journalist und Aktivist                                                                      | 60         |       |
| 18. Februar | Raymond Cartier                      | französischer Journalist und Schriftsteller                                                                    | 70         |       |
| 18. Februar | Franz Hofer                          | österreichischer Politiker (NSDAP), MdR, Gauleiter von Tirol und Vorarlberg                                    | 72         |       |
| 18. Februar | Norman Jude                          | australischer Politiker (South Australia)                                                                      | 69         |       |
| 18. Februar | Werner Kolb                          | deutscher Generalmajor                                                                                         | 79         |       |
| 18. Februar | Walter Mevius                        | deutscher Biologe                                                                                              | 81         |       |
| 18. Februar | Raymond Moley                        | US-amerikanischer Politikberater                                                                               | 88         |       |
| 18. Februar | Sasha Morgenthaler                   | Schweizer Puppenmacherin                                                                                       | 81         |       |
| 18. Februar | Fritz Tschirch                       | deutscher Germanist                                                                                            | 74         |       |
| 19. Februar | Luigi Dallapiccola                   | italienischer Komponist                                                                                        | 71         |       |
| 19. Februar | Francisco Keil do Amaral             | portugiesischer Architekt                                                                                      | 64         |       |
| 19. Februar | Gertrude Kleinová                    | tschechoslowakische Tischtennisspielerin jüdischer Herkunft                                                    | 56         |       |
| 19. Februar | Walter Merzdorf                      | deutscher Musikinstrumentenbauer                                                                               | 78         |       |
| 19. Februar | Charlotte Niehaus                    | deutsche Sozialarbeiterin und Politikerin (SPD), Mitglied der Bürgerschaft in Bremen                           | 92         |       |
| 19. Februar | John Plamenatz                       | jugoslawisch-britischer politischer Philosoph                                                                  | 62         |       |
| 19. Februar | Bernhard Reichenbach                 | deutscher kommunistischer Politiker und Journalist                                                             | 86         |       |
| 20. Februar | Lino Aguirre Garcia                  | mexikanischer Geistlicher, Bischof von Culiacán                                                                | 79         |       |
| 20. Februar | Kurt Batt                            | deutscher Literaturwissenschaftler, Kritiker und Lektor                                                        | 43         |       |
| 20. Februar | Lillian Fontaine                     | britische Schauspielerin                                                                                       | 88         |       |
| 20. Februar | Christian Grunert                    | deutscher Gärtner und Schriftsteller                                                                           | 74         |       |
| 20. Februar | Ernest Haley                         | britischer Leichtathlet                                                                                        | 90         |       |
| 20. Februar | Georges Hellebuyck                   | belgischer Segler                                                                                              | 84         |       |
| 20. Februar | Anna Saulowna Ljuboschiz             | russische Cellistin                                                                                            | 87         |       |
| 20. Februar | Georg Schmid                         | deutscher Landrat und Oberbürgermeister der Stadt Dillingen an der Donau                                       | 67         |       |
| 20. Februar | Robert Strauss                       | US-amerikanischer Schauspieler                                                                                 | 61         |       |
| 20. Februar | Jürgen Tern                          | deutscher Journalist, Publizist und politischer Kommentator                                                    | 65         |       |
| 21. Februar | Joseph Lortz                         | deutscher katholischer Kirchenhistoriker                                                                       | 87         |       |
| 21. Februar | Dedo von Schenck                     | deutscher Diplomat und Jurist                                                                                  | 52         |       |
| 21. Februar | Waldemar Schmidt                     | deutscher Polizeipräsident                                                                                     | 66         |       |
| 21. Februar | Georg Struthoff                      | deutscher Politiker (VDP), MdL                                                                                 | 80         |       |
| 22. Februar | Julius Heimberg                      | deutscher Ingenieur und Konteradmiral der Kriegsmarine                                                         | 77         |       |
| 22. Februar | Adolf Hennecke                       | deutscher Bergmann, Aktivist und SED-Funktionär, FDGB-Funktionär, MdV                                          | 69         |       |
| 22. Februar | Leah Hirsig                          | Partnerin von Aleister Crowley                                                                                 | 91         |       |
| 22. Februar | Mordechai Namir                      | israelischer Politiker                                                                                         | 77         |       |
| 22. Februar | Oskar Perron                         | deutscher Mathematiker                                                                                         | 94         |       |
| 22. Februar | Clifford Holmead Phillips            | US-amerikanischer Maler                                                                                        | 85         |       |
| 22. Februar | Lionel Tertis                        | englischer Bratschist                                                                                          | 98         |       |
| 23. Februar | Anton Arland                         | deutscher Pflanzenbauwissenschaftler                                                                           | 79         |       |
| 23. Februar | Ernest Blythe                        | irischer Politiker, Minister                                                                                   | 85         |       |
| 23. Februar | Hans Fabigan                         | österreichischer Maler und Plakatkünstler                                                                      | 73         |       |
| 23. Februar | Sigmund Haringer                     | deutscher Fußballspieler                                                                                       | 66         |       |
| 23. Februar | Roger Hilton                         | britischer Maler                                                                                               | 63         |       |
| 23. Februar | Alfred Stephany                      | deutscher Pädagoge, Altphilologe und Schulleiter                                                               | 75         |       |
| 23. Februar | Alejandro Tobar                      | kolumbianischer Komponist und Violinist                                                                        | 67         |       |
| 23. Februar | Heinrich Vitzdamm                    | deutscher SS-Oberführer, Polizeipräsident in Halle (Saale) und Gleiwitz                                        | 82         |       |
| 24. Februar | Minas Awetissjan                     | armenisch-sowjetischer Maler                                                                                   | 46         |       |
| 24. Februar | Günter Bandmann                      | deutscher Kunsthistoriker und Hochschullehrer                                                                  | 57         |       |
| 24. Februar | Hans Bellmer                         | deutscher Fotograf, Bildhauer, Maler und Autor                                                                 | 72         |       |
| 24. Februar | Nikolai Alexandrowitsch Bulganin     | sowjetischer Staatsmann                                                                                        | 79         |       |
| 24. Februar | Una Duval                            | englisch-britische Suffragette                                                                                 | 96         |       |
| 24. Februar | Marcel Georges Lucien Grandjany      | französischer Harfenist, Lehrer, Komponist und Dichte                                                          | 83         |       |
| 24. Februar | Julius Hoffmann                      | deutscher Architekt                                                                                            | 64         |       |
| 24. Februar | Luigi Malipiero                      | deutscher Theaterregisseur, Intendant, Schauspieler und Bühnenbildner                                          | 73         |       |
| 24. Februar | Michele Federico Sciacca             | italienischer Philosoph und Hochschullehrer                                                                    | 66         |       |
| 25. Februar | Fritz Kuhr                           | deutscher Maler und Grafiker                                                                                   | 75         |       |
| 25. Februar | Jorge Maciel                         | argentinischer Tangosänger                                                                                     | 54         |       |
| 25. Februar | Elijah Muhammad                      | US-amerikanischer schwarzer Bürgerrechtler und 44 Jahre Leiter der Nation of Islam                             | 77         |       |
| 25. Februar | Rolf Ripperger                       | deutscher Schauspieler                                                                                         | 47         |       |
| 25. Februar | Marc Roland                          | deutscher Komponist                                                                                            | 81         |       |
| 26. Februar | Walter Bärlin                        | deutscher Politiker (NSDAP)                                                                                    | 74         |       |
| 26. Februar | Dietrich Behrendt                    | deutscher Geschichtsdidaktiker                                                                                 | 46         |       |
| 26. Februar | Hans Frost                           | deutscher Maler, Grafiker und Illustrator                                                                      | 71         |       |
| 26. Februar | Michel Gressot                       | Schweizer Arzt und Psychoanalytiker                                                                            | 56         |       |
| 26. Februar | Herbert Hoffmann                     | deutscher Politiker (SPD, FDP/DVP), MdL Württemberg-Baden                                                      | 78         |       |
| 26. Februar | Milt Orent                           | US-amerikanischer Musiker (Kontrabass), Arrangeur und Liedtexter                                               | 56         |       |
| 27. Februar | Hermann Diem                         | deutscher evangelischer Pastor und Theologe                                                                    | 75         |       |
| 27. Februar | Joep Franssen                        | niederländischer Radrennfahrer                                                                                 | 75         |       |
| 27. Februar | Knut Kroon                           | schwedischer Fußballspieler                                                                                    | 68         |       |
| 27. Februar | Hyman Levy                           | britischer Mathematiker, Philosoph und politischer Aktivist                                                    | 85         |       |
| 27. Februar | Hjalmar Ohlsson                      | schwedischer Dreispringer                                                                                      | 83         |       |
| 27. Februar | Ulrich Osche                         | deutscher Politiker (KPD, SED), Generaldirektor der DEWAG                                                      | 64         |       |
| 27. Februar | Muriel Hazel Wright                  | US-amerikanische Historikerin und Kämpferin für die Rechte der Indianer                                        | 85         |       |
| 28. Februar | Willy Gay                            | deutscher Kriminalpolizist                                                                                     | 85         |       |
| 28. Februar | Robert Lips                          | Schweizer Comiczeichner                                                                                        | 62         |       |
| 28. Februar | Albert Multer                        | deutscher Fußballschiedsrichter                                                                                | 70         |       |
| 28. Februar | Alois Pennig                         | deutscher Fußballschiedsrichter                                                                                | 70         |       |
| 28. Februar | Konrad Schweser                      | deutscher Baumeister und Gerechter unter den Völkern                                                           | 75         |       |
| 28. Februar | José Demaría Vázquez                 | spanischer Fotograf sowie Film- und Theaterunternehmer                                                         | 74         |       |
| Februar     | Max Böhland                          | US-amerikanischer Leichtathlet                                                                                 |            |       |
| Februar     | Eugen Fürstenberger                  | deutscher Kunstturner                                                                                          | 94 oder 95 |       |
| Februar     | John Meyers                          | US-amerikanischer Schwimmer und Wasserballspieler                                                              | 94         |       |

## März
| Tag      | Name                           | Beruf, bekannt als                                                                                              | Alter | Beleg |
| -------- | ------------------------------ | --- | ----- | ----- |
| 1. März  | Kurt Bauch                     | deutscher Kunsthistoriker                                                                                       | 77    |       |
| 1. März  | Franz Boerner                  | deutscher Botaniker und Leiter des Botanischen Gartens in Darmstadt                                             | 77    |       |
| 1. März  | Günther Lüders                 | deutscher Schauspieler und Regisseur                                                                            | 69    |       |
| 1. März  | John Stuart Morrison           | kanadischer Schachspieler                                                                                       | 85    |       |
| 1. März  | Walther Pollatschek            | deutscher Schriftsteller                                                                                        | 73    |       |
| 1. März  | Hans Schmidt                   | deutscher Bakteriologe und Immunologe                                                                           | 92    |       |
| 1. März  | Karl Wolf                      | deutscher Leichtathlet                                                                                          | 63    |       |
| 2. März  | Herbert Heinrich               | deutscher Schwimmer                                                                                             | 75    |       |
| 2. März  | Josiah Mwangi Kariuki          | kenianischer Politiker                                                                                          | 45    |       |
| 2. März  | Karl Köster                    | deutscher Maler und Grafiker                                                                                    | 91    |       |
| 2. März  | Dietrich Lang-Hinrichsen       | deutscher Rechtswissenschaftler, Hochschullehrer und Richter am Bundesgerichtshof                               | 72    |       |
| 2. März  | Milagros Leal                  | spanische Schauspielerin                                                                                        | 72    |       |
| 2. März  | Murano Shirō                   | japanischer Lyriker                                                                                             | 73    |       |
| 2. März  | Rao Shushi                     | chinesischer Arbeiterführer und Revolutionär                                                                    |       |       |
| 2. März  | Friedrich Stolberg             | deutscher Architekt, Burgen- und Höhlenforscher                                                                 | 82    |       |
| 2. März  | Madeleine Vionnet              | französische Modedesignerin                                                                                     | 98    |       |
| 3. März  | Óscar Bonilla                  | chilenischer Generalmajor und Politiker                                                                         | 56    |       |
| 3. März  | Enzo Di Gianni                 | italienischer Dichter, Liedautor, Drehbuchautor und Filmregisseur                                               | 66    |       |
| 3. März  | Karl Fabel                     | deutscher Schachkomponist und -autor                                                                            | 69    |       |
| 3. März  | Jean Kurt Forest               | deutscher Komponist und Musiker                                                                                 | 65    |       |
| 3. März  | Therese Giehse                 | deutsche Schauspielerin                                                                                         | 76    |       |
| 3. März  | Yves Godard                    | französischer Offizier und Terrorist in der OAS                                                                 | 63    |       |
| 3. März  | Edward H. Griffith             | US-amerikanischer Regisseur und Filmproduzent                                                                   | 86    |       |
| 3. März  | László Németh                  | ungarischer Schriftsteller                                                                                      | 73    |       |
| 3. März  | T. H. Parry-Williams           | Dichter und Schriftsteller                                                                                      | 87    |       |
| 3. März  | Albert Praun                   | General der Fernmeldetruppe der Wehrmacht                                                                       | 80    |       |
| 3. März  | Anton Schwaiger                | österreichischer Politiker (ÖVP), Landtagsabgeordneter, Amtsführender Stadtrat                                  | 63    |       |
| 3. März  | Fritz Specht                   | niederdeutscher Schriftsteller                                                                                  | 83    |       |
| 3. März  | Johannes Vincke                | deutscher römisch-katholischer Theologe                                                                         | 82    |       |
| 3. März  | Otto Winzer                    | deutscher Politiker (SED), MdV, Minister für Auswärtige Angelegenheiten der DDR                                 | 72    |       |
| 3. März  | Stefania Łukowicz-Mokwa        | polnische Musikerin                                                                                             | 82    |       |
| 4. März  | Renée Björling                 | schwedische Schauspielerin                                                                                      | 76    |       |
| 4. März  | Theo Hardenberg                | deutscher Pädagoge, Heimatforscher und Museumsleiter                                                            | 66    |       |
| 4. März  | Joseph Patrick O’Hara          | US-amerikanischer Politiker                                                                                     | 80    |       |
| 4. März  | Alban W. Phillips              | neuseeländisch-britischer Ökonom (Phillips-Kurve)                                                               | 60    |       |
| 4. März  | Charles Spaak                  | belgischer Drehbuchautor und Filmregisseur                                                                      | 71    |       |
| 5. März  | Erwin Balzer                   | deutscher evangelisch-lutherischer Theologe                                                                     | 73    |       |
| 5. März  | Ernst Enzensperger             | deutscher Pädagoge                                                                                              | 97    |       |
| 5. März  | Alfons Klühspies               | deutscher Maler                                                                                                 | 75    |       |
| 5. März  | Emilio Lussu                   | italienischer Schriftsteller                                                                                    | 84    |       |
| 5. März  | William S. Morris              | US-amerikanischer Politiker                                                                                     | 55    |       |
| 5. März  | Henri Joseph Marius Piérard    | römisch-katholischer Bischof von Beni                                                                           | 81    |       |
| 6. März  | Fred Andreas                   | deutscher Unterhaltungsschriftsteller                                                                           | 77    |       |
| 6. März  | Friedrich-Georg Brinkmann      | deutscher Politiker (NSDAP, FDP), MdL                                                                           | 76    |       |
| 6. März  | Eugen Walter Büttner           | deutscher Lagerführer von Außenlagern des KZ Natzweiler-Struthof                                                | 67    |       |
| 6. März  | Glenn Hardin                   | US-amerikanischer Leichtathlet                                                                                  | 64    |       |
| 6. März  | Werner Krien                   | deutscher Kameramann                                                                                            | 62    |       |
| 6. März  | Raphael Tracey                 | US-amerikanischer Fußballspieler                                                                                | 71    |       |
| 7. März  | Erika Abels d’Albert           | österreichische Malerin, Grafikerin und Modeentwerferin                                                         | 78    |       |
| 7. März  | Michail Michailowitsch Bachtin | russischer Philosoph, Literaturwissenschaftler und Kunsttheoretiker                                             | 79    |       |
| 07. März | Åke Bergqvist                  | schwedischer Segler                                                                                             | 74    |       |
| 7. März  | Edmund Gressel                 | Schweizer Unternehmer                                                                                           | 81    |       |
| 07. März | Gerrit Jannink                 | niederländischer Hockeyspieler                                                                                  | 70    |       |
| 7. März  | Franz Klinger                  | österreichischer Politiker (SPÖ) und Tiefbauunternehmer                                                         | 81    |       |
| 7. März  | Franciszek Mazur               | polnischer Politiker                                                                                            | 79    |       |
| 7. März  | Isabella Moore                 | britische Schwimmerin                                                                                           | 80    |       |
| 7. März  | Otto Wilhelm Schneider         | deutscher Politiker (DP), MdL                                                                                   | 78    |       |
| 7. März  | Arne Westgren                  | schwedischer Chemiker                                                                                           | 85    |       |
| 8. März  | Hans Bardtke                   | deutscher lutherischer Theologe                                                                                 | 68    |       |
| 8. März  | Joseph Bech                    | luxemburgischer Staatsmann und Politiker, Mitglied der Chambre                                                  | 88    |       |
| 8. März  | Emory Leon Chaffee             | US-amerikanischer Physiker                                                                                      | 89    |       |
| 8. März  | Georg Faehlmann                | estnischer Segler                                                                                               | 79    |       |
| 8. März  | Hans-Martin Helbich            | deutscher evangelischer Theologe und Generalsuperintendent                                                      | 68    |       |
| 8. März  | Robert Lahiff                  | irischer Politiker, Teachta Dála                                                                                | 65    |       |
| 8. März  | George Stevens                 | US-amerikanischer Filmregisseur                                                                                 | 70    |       |
| 8. März  | Yusa Masanori                  | japanischer Schwimmer                                                                                           | 60    |       |
| 8. März  | Maurice Nicolot                | französischer Romanist                                                                                          | 39    |       |
| 9. März  | Alfred E. Driscoll             | US-amerikanischer Politiker                                                                                     | 72    |       |
| 9. März  | Joseph Dunninger               | US-amerikanischer Zauberkünstler und Mentalist                                                                  | 82    |       |
| 9. März  | Marie Gevers                   | belgische Schriftstellerin und Übersetzerin                                                                     | 91    |       |
| 9. März  | Joseph Guillemot               | französischer Leichtathlet                                                                                      | 75    |       |
| 9. März  | Warren Lewis                   | US-amerikanischer Chemiker                                                                                      | 92    |       |
| 9. März  | Louise Otto                    | deutsche Schwimmerin                                                                                            | 78    |       |
| 10. März | Cajus Bekker                   | deutscher Journalist und Marineschriftsteller                                                                   | 50    |       |
| 10. März | Ernst Börlin                   | Schweizer Politiker (FDP)                                                                                       | 69    |       |
| 10. März | Elli Domke                     | deutsche Widerstandskämpferin gegen den Nationalsozialismus                                                     | 86    |       |
| 10. März | Arthur W. Hummel senior        | US-amerikanischer Missionar und Sinologe                                                                        | 91    |       |
| 10. März | Hans Lemmel                    | deutscher Forstwissenschaftler                                                                                  | 85    |       |
| 10. März | Paul Mersmann der Ältere       | deutscher Bildhauer                                                                                             | 71    |       |
| 10. März | Horst Pelckmann                | deutscher Strafverteidiger, Notar und Diplomat                                                                  | 71    |       |
| 10. März | Walter Rothenburg              | deutscher Liedtexter, Boxpromoter                                                                               | 85    |       |
| 11. März | Halyna Kaltschenko             | ukrainische Bildhauerin                                                                                         | 49    |       |
| 12. März | Walter Maximilian Bastian      | US-amerikanischer Jurist                                                                                        | 83    |       |
| 12. März | Isabelle Blume                 | belgische Kommunistin und Friedensaktivistin                                                                    | 82    |       |
| 12. März | Karl Dönges                    | deutscher Jurist, Oberbürgermeister von Gießen                                                                  | 83    |       |
| 12. März | Heilwig Eulenburg              | deutsche Schriftstellerin                                                                                       | 35    |       |
| 12. März | Paul Fitzgibbon                | US-amerikanischer American-Football-Spieler und Neurologe                                                       | 71    |       |
| 12. März | Olga Hepnarová                 | tschechische Massenmörderin                                                                                     | 23    |       |
| 12. März | Eugen Hund                     | deutscher politischer Funktionär (NSDAP)                                                                        | 73    |       |
| 12. März | Gustav Koch                    | deutscher Landwirt und Politiker (DVP, DNVP), MdL                                                               | 79    |       |
| 12. März | Franz Willy Neugebauer         | deutscher Trompetenvirtuose, Komponist und Dirigent                                                             | 70    |       |
| 12. März | George Edson Philip Smith      | US-amerikanischer Bauingenieur sowie Hochschullehrer                                                            | 101   |       |
| 12. März | David Urquhart, Baron Tayside  | schottischer Unternehmer                                                                                        | 62    |       |
| 13. März | Ivo Andrić                     | jugoslawischer Schriftsteller                                                                                   | 82    |       |
| 13. März | Edgar Brenchley                | britischer Eishockeyspieler und -trainer                                                                        | 63    |       |
| 13. März | Friedrich Curtius              | deutscher Internist                                                                                             | 78    |       |
| 13. März | Oscar Thompson Filho           | brasilianischer Agraringenieur und Politiker                                                                    | 64    |       |
| 13. März | Rudolf Jaffé                   | deutsch-venezolanischer Pathologe und Hochschullehrer                                                           | 89    |       |
| 13. März | Robert A. Naef                 | Schweizer Bankbeamter, Amateurastronom und Volksbildner                                                         | 67    |       |
| 13. März | John Rinkel                    | britischer Leichtathlet                                                                                         | 69    |       |
| 13. März | Jeannie Robertson              | schottische Folk-Sängerin                                                                                       | 66    |       |
| 13. März | Ruth Schaumann                 | deutsche Lyrikerin, Schriftstellerin, Bildhauerin und Zeichnerin                                                | 75    |       |
| 14. März | Leo Breuer                     | deutscher Maler, Zeichner und Bildhauer                                                                         | 81    |       |
| 14. März | Hansi Burg                     | deutsch-österreichische Schauspielerin                                                                          | 77    |       |
| 14. März | Susan Hayward                  | US-amerikanische Filmschauspielerin                                                                             | 57    |       |
| 14. März | Karl Julius Joest              | deutscher Maler                                                                                                 | 78    |       |
| 14. März | Alfred Klose                   | deutscher Politiker (Zentrum, CDU), MdL                                                                         | 70    |       |
| 14. März | Johannes Pohlmann              | deutscher Politiker (CDU), MdL                                                                                  | 73    |       |
| 14. März | Adolf Tegtmeier                | deutscher Mediziner                                                                                             | 80    |       |
| 14. März | Carl Wery                      | deutscher Schauspieler                                                                                          | 77    |       |
| 15. März | John H. Auer                   | US-amerikanischer Regisseur                                                                                     | 68    |       |
| 15. März | Leónidas Barletta              | argentinischer Journalist und Schriftsteller                                                                    | 72    |       |
| 15. März | Sandy Brown                    | britischer Jazzmusiker                                                                                          | 46    |       |
| 15. März | Arthur Crabtree                | britischer Filmregisseur und Kameramann                                                                         | 74    |       |
| 15. März | Edvin Mattiasson               | schwedischer Ringer                                                                                             | 84    |       |
| 15. März | Hanna Nagel                    | deutsche Zeichnerin, Grafikerin und Buchillustratorin                                                           | 67    |       |
| 15. März | Aristoteles Onassis            | griechischer Reeder                                                                                             | 69    |       |
| 15. März | Fritz Albert Schmidtke         | deutscher Lithograf und Grafiker                                                                                | 90    |       |
| 16. März | Friedrich Jung                 | Musiker, Dirigent, Komponist und Propagandist des Nationalsozialismus                                           | 77    |       |
| 16. März | Perle Mesta                    | US-amerikanische Diplomatin                                                                                     | 85    |       |
| 16. März | Engelhard von Nathusius        | Hamburger Staatsrat und SS-Angehöriger                                                                          | 82    |       |
| 16. März | Rolf Rienhardt                 | deutscher Jurist, Pressefunktionär und Politiker (NSDAP), MdR                                                   | 71    |       |
| 16. März | Svend Ringsted                 | dänischer Fußballspieler                                                                                        | 81    |       |
| 16. März | Vincent Sheean                 | US-amerikanischer Journalist und Autor                                                                          | 75    |       |
| 16. März | T-Bone Walker                  | US-amerikanischer Blues-Musiker                                                                                 | 64    |       |
| 16. März | Siegfried Martin Winter        | deutscher Autor                                                                                                 | 81    |       |
| 17. März | Feodora von Dänemark           | dänisches Mitglied der Königsfamilie                                                                            | 64    |       |
| 17. März | Helmuth Gerloff                | deutscher Bauingenieur, Hochschullehrer, SS-Brigadeführer und Polizeigeneral                                    | 80    |       |
| 17. März | Babe McCarthy                  | US-amerikanischer Basketballtrainer                                                                             | 51    |       |
| 17. März | Martha Mendel                  | deutsche Segelfliegerin, Fallschirmspringerin und Sportlehrerin                                                 | 67    |       |
| 17. März | Bertil Nordenskjöld            | schwedischer Militär, Fußballspieler und -funktionär                                                            | 83    |       |
| 17. März | Karl Anton Rohan               | österreichischer politischer Schriftsteller                                                                     | 77    |       |
| 17. März | Alfredo Silva Santiago         | chilenischer katholischer Geistlicher, Erzbischof von Concepción                                                | 80    |       |
| 18. März | Adrienne Bolland               | französische Fliegerin und Testpilotin                                                                          | 79    |       |
| 18. März | Herbert Chitepo                | afrikanischer Jurist und Politiker                                                                              | 51    |       |
| 18. März | Georg Gottschewski             | deutscher Genetiker und Zoologe                                                                                 | 68    |       |
| 18. März | Alain Grandbois                | kanadischer Lyriker, Novellist und Essayist                                                                     | 74    |       |
| 19. März | André Gabriello                | französischer Schauspieler, Soldat und Chansonnier                                                              | 78    |       |
| 19. März | Ruth Hildegard Geyer-Raack     | deutsche Innenarchitektin, Textildesignerin, Möbeldesignerin, Wandmalerin                                       | 80    |       |
| 19. März | Harry Lachman                  | US-amerikanischer Schauspieler, Designer und Regisseur                                                          | 88    |       |
| 19. März | Horst Leßmann                  | deutscher Politiker (DP), MdL                                                                                   | 67    |       |
| 19. März | Hans Rudolph                   | deutscher Maler und Grafiker                                                                                    | 63    |       |
| 20. März | Jaime de Borbón                | spanischer Adeliger, Herzog von Segovia, später Herzog von Anjou und Segovia, Infant von Spanien                | 66    |       |
| 20. März | Ian Collins                    | schottischer Tennis- und Cricket-Spieler                                                                        | 71    |       |
| 20. März | Henning Holst                  | dänischer Hockeyspieler                                                                                         | 83    |       |
| 21. März | Bill Cockburn                  | kanadischer Eishockeytorwart                                                                                    | 73    |       |
| 21. März | Kurt Gillmann                  | deutscher Komponist, Harfenist und Hochschullehrer                                                              | 85    |       |
| 21. März | Hubert Jungherz                | deutscher Politiker (SPD), MdL, MdB                                                                             | 79    |       |
| 21. März | Ernst Kühlbrandt               | siebenbürgischer Pferdemaler                                                                                    | 84    |       |
| 21. März | Wunibald Talleur               | deutscher Franziskaner und Bischof in Brasilien (1947–1971)                                                     | 73    |       |
| 21. März | Erwin Thiele                   | deutscher Pianist, Komponist und Kapellmeister                                                                  | 72    |       |
| 22. März | Dietrich Allers                | deutscher Jurist, in das „Euthanasie“-Programm involviert                                                       | 64    |       |
| 22. März | Asa S. Bushnell III            | US-amerikanischer Sportfunktionär und Bankier                                                                   | 75    |       |
| 22. März | Paul Verhoeven                 | deutscher Schauspieler, Regisseur, Theaterdirektor und Autor                                                    | 73    |       |
| 23. März | Walter Auerbach                | deutscher Politiker (SPD) und Widerstandskämpfer                                                                | 69    |       |
| 23. März | Attilio Bernardini             | brasilianischer Gitarrist und Komponist                                                                         | 86    |       |
| 23. März | Knut Hagberg                   | schwedischer Schriftsteller                                                                                     | 74    |       |
| 23. März | Kadya Molodowsky               | Lehrerin und Schriftstellerin                                                                                   | 80    |       |
| 23. März | Otto Neubrand                  | deutscher Maler und Radierer                                                                                    | 64    |       |
| 23. März | Ernest Roney                   | britischer Segler                                                                                               | 74    |       |
| 24. März | J. Arthur Bohlig               | deutscher Architekt                                                                                             | 95    |       |
| 24. März | Armando F. Leanza              | argentinischer Geologe und Paläontologe                                                                         | 56    |       |
| 24. März | Sydney Ramsden                 | australischer Radrennfahrer                                                                                     | 76    |       |
| 24. März | Willie Ritchie                 | US-amerikanischer Boxer                                                                                         | 84    |       |
| 24. März | Wilhelm Steenbeck              | deutscher Ingenieur                                                                                             | 79    |       |
| 24. März | Fritz Paul Zimmer              | deutsch-US-amerikanischer Bildhauer, Architekt und Designer                                                     |       |       |
| 25. März | Pancho Barnes                  | erste US-amerikanische Stuntpilotin                                                                             | 73    |       |
| 25. März | Luigi Cambiaso                 | italienischer Turner                                                                                            | 80    |       |
| 25. März | Faisal ibn Abd al-Aziz         | saudi-arabischer König (1964–1975)                                                                              | 68    |       |
| 25. März | Michèle Girardon               | französische Schauspielerin                                                                                     | 36    |       |
| 25. März | Else Hecht                     | deutsche Puppenspielerin                                                                                        | 87    |       |
| 26. März | Dorothy Dudley                 | britische Archäologin                                                                                           | 89    |       |
| 26. März | Otto Friemel                   | deutscher Politiker (KPD/SED), MdL                                                                              | 78    |       |
| 26. März | Alfons Kassel                  | deutscher Bankier                                                                                               |       |       |
| 26. März | Ludwig Pöhler                  | deutscher Fußballspieler                                                                                        | 59    |       |
| 26. März | Victor Surbek                  | Schweizer Maler                                                                                                 | 89    |       |
| 26. März | Herbert Warnke                 | deutscher Politiker (KPD, SED), MdR, MdV, Vorsitzender des FDGB und Mitglied des Politbüros des Zentralkomit... | 73    |       |
| 26. März | Günther Wiens                  | deutscher Ingenieur und Präsident der Reichsbahndirektion Hannover                                              | 74    |       |
| 26. März | Zheng Manqing                  | chinesischer Taijiquanmeister, Künstler und Arzt                                                                | 72    |       |
| 27. März | Arthur Bliss                   | englischer Komponist                                                                                            | 83    |       |
| 27. März | Werner von Haacke              | deutscher Jurist                                                                                                | 72    |       |
| 27. März | François Heldenstein           | luxemburgischer Bildhauer und Innenarchitekt                                                                    | 82    |       |
| 27. März | Cyril Leslie Oakley            | britischer Pathologe und Bakteriologe                                                                           | 67    |       |
| 27. März | John W. O’Daniel               | US-amerikanischer Generalleutnant und Militärattaché                                                            | 81    |       |
| 27. März | Willi Schwarz                  | deutscher Widerstandskämpfer gegen den Nationalsozialismus                                                      | 73    |       |
| 27. März | Paul Westerfrölke              | deutscher Maler, Grafiker, Naturschützer und Ornithologe                                                        | 89    |       |
| 28. März | Florencio Barrera              | chilenischer Fußballspieler                                                                                     | 59    |       |
| 28. März | Joseph P. Cleland              | US-amerikanischer Offizier, Generalmajor der US-Army                                                            | 73    |       |
| 28. März | Sophie Dorothea Eckener        | deutsche Malerin, Grafikerin und Porträtmalerin                                                                 | 91    |       |
| 28. März | Ludwig Feinendegen             | Oberkreisdirektor im Landkreis Kempen-Krefeld                                                                   | 80    |       |
| 28. März | Ernst Fraenkel                 | deutsch-US-amerikanischer Politikwissenschaftler                                                                | 76    |       |
| 28. März | Wilhelm Hallermann             | deutscher Arzt und Rechtsmediziner                                                                              | 74    |       |
| 28. März | Lilly Steinschneider           | ungarische Pilotin                                                                                              | 84    |       |
| 28. März | Marie Wagner                   | US-amerikanische Tennisspielerin                                                                                | 92    |       |
| 28. März | Erich Woermann                 | deutsch-namibischer Kaufmann                                                                                    | 70    |       |
| 29. März | Arthur Brückner                | deutscher Ophthalmologe                                                                                         | 97    |       |
| 29. März | Lucien Daveluy                 | kanadischer Organist, Komponist und Chorleiter                                                                  | 83    |       |
| 29. März | Tommy Green                    | britischer Geher und Olympiasieger                                                                              | 80    |       |
| 29. März | Gerhard Kirchner               | deutscher Orgelbauer                                                                                            | 68    |       |
| 29. März | Karl Otto                      | deutscher Architekt und Hochschullehrer                                                                         | 70    |       |
| 29. März | James Reid, Baron Reid         | schottisch-britischer Jurist und Politiker, Mitglied des House of Commons                                       | 84    |       |
| 30. März | Peter Bamm                     | deutscher Arzt, Journalist und Schriftsteller                                                                   | 77    |       |
| 30. März | Gerda von Below                | deutsche Schriftstellerin                                                                                       | 80    |       |
| 30. März | Josef Güttler                  | deutscher Politiker (BV), MdL                                                                                   | 80    |       |
| 30. März | John D. McWilliams             | US-amerikanischer Politiker                                                                                     | 83    |       |
| 30. März | Roy C. Wilcox                  | US-amerikanischer Politiker                                                                                     | 83    |       |
| 30. März | Erich Zeiss                    | deutscher Augenarzt                                                                                             | 81    |       |
| 31. März | Percy Alliss                   | britischer Golfspieler                                                                                          | 78    |       |
| 31. März | Solomon Braslavsky             | ukrainisch-US-amerikanischer Komponist                                                                          | 89    |       |
| 31. März | William Walton Butterworth     | US-amerikanischer Diplomat                                                                                      | 72    |       |
| 31. März | Josef Gastinger                | österreichischer Angestellter und Politiker                                                                     | 76    |       |
| 31. März | Karl Höger                     | deutscher Fußballspieler                                                                                        | 77    |       |
| 31. März | Anton Kolmayr                  | österreichischer Politiker                                                                                      | 75    |       |
| 31. März | Ragnar Omtvedt                 | US-amerikanischer Skispringer                                                                                   | 85    |       |
| 31. März | Virginio Rosetta               | italienischer Fußballspieler und -trainer                                                                       | 73    |       |
| 31. März | Leslie White                   | US-amerikanischer Anthropologe                                                                                  | 75    |       |
| 31. März | Valerie Wizlsperger            | österreichische Fotografin, Geschäftsführerin der Loheland-Schule                                               | 84    |       |
| März     | Lewis Charles Harmer           | britischer Romanist und Sprachwissenschaftler                                                                   | 72    |       |
| März     | Léon Mayrand                   | kanadischer Botschafter                                                                                         | 69    |       |